# Акила Печерський
Акила диякон Печерський (13 — 14 століття, Київ) — православний святий, чернець Печерського монастиря. Преподобний. Пам'ять 28 серпня і 4 січня.
Про прп. Акилу відомо, що він був посником, крім невеликої кількості сирих овочів раз на тиждень, у неділю, він вживав одну проскуру.
Його мощі спочивають у Дальніх печерах.